# Notorious (듀란 듀란의 음반)
| 전문가 평가                   | 전문가 평가 |
| 평가 점수                     | 평가 점수   |
| 출처                          | 점수        |
| ----------------------------- | ----------- |
| AllMusic                      | [ 1 ]       |
| Encyclopedia of Popular Music | [ 2 ]       |
| PopMatters                    | 6/10        |
| Rolling Stone                 | [ 4 ]       |
| The Rolling Stone Album Guide | [ 5 ]       |
| Smash Hits                    | 8¾/10       |

《Notorious》는 1986년 11월 18일, EMI 레코드에 의해 발매된 영국의 록 밴드 듀란 듀란의 네 번째 스튜디오 음반이다. 나일 로저스와 함께 밴드가 프로듀싱한 이 음반의 음악 스타일은 펑크 록 사운드로 밴드의 이전 음반들과 다르다. 이 음반은 음반이 발매될 때쯤 밴드가 드러머 로저 테일러와 기타리스트 앤디 테일러로 구성된 가수 사이먼 르 봉, 키보디스트 닉 로즈, 베이시스트 존 테일러와 함께 트리오로 등장한 첫 번째 음반이다. 앤디 테일러는 나중에 로저스와 세션 드러머 스티브 페론 외에도 음반의 녹음 부분을 완료한 전 미싱 퍼슨스의 기타리스트 워렌 쿠쿠룰로로 대체되었다.
《Notorious》는 영국 음반 차트에서 16위, 빌보드 200에서 12위로 정점을 찍었다. 이 음반은 플래티넘 인증을 받았고 전 세계적으로 1,000,000장 이상이 팔렸다. 이 음반은 세 개의 싱글 〈Notorious〉, 〈Skin Trade〉 그리고 〈Meet El Presidente〉를 발매했고, 〈Notorious〉는 영국 싱글 차트와 빌보드 핫 100에서 각각 7위와 2위에 오르며 전 세계적인 성공을 거두었다. 이전 음반보다 더 적은 양의 음반을 판매한 상업적인 실패에도 불구하고, 비평가들로부터 긍정적인 평가를 받았고, 비평가들은 밴드의 성숙함과 제작을 칭찬했다.

## 배경 및 녹음
그들의 이전 음반 《Seven and the Ragged Tiger》와 그 이후의 월드 투어의 성공에 이어, 듀란 듀란은 1년 동안 휴식을 취할 계획이었지만, 결국 모든 밴드 멤버들은 더 파워 스테이션과 아카디아라는 중간 정도의 성공을 거두었던 두 개의 사이드 프로젝트를 작업하게 되었다. 그 밴드는 1985년에 재결성하여 같은 이름의 제임스 본드 영화를 위해 〈A View to a Kill〉이라는 노래를 녹음했고, 같은 해 7월에 라이브 에이드 자선 콘서트에서 공연했는데, 이것은 모든 원래 멤버들이 함께 연주한 마지막 것으로 증명되었다.
1986년 초 새 음반을 녹음할 무렵 드러머 로저 테일러는 지치고 밴드의 성공에 압도되었다는 이유로 그룹을 그만뒀다. 나머지 세 명의 멤버는 음반 작업을 계속할 예정이며, 시크의 프로듀서 나일 로저스도 애버리지 화이트 밴드, 샤카 칸 및 스크리티 폴리티와 함께 작업한 기타 및 드러머 스티브 페론에 기여했다.

## 곡 목록
모든 곡들은 존 테일러, 닉 로즈 그리고 사이먼 르 봉에 의해 작사/작곡하였다.
| #  | 제목                    | 재생 시간 |
| -- | ----------------------- | --------- |
| 1. | 〈Notorious〉           | 4:18      |
| 2. | 〈American Science〉    | 4:43      |
| 3. | 〈Skin Trade〉          | 5:57      |
| 4. | 〈A Matter of Feeling〉 | 5:58      |
| 5. | 〈Hold Me〉             | 4:33      |

| #   | 제목                            | 재생 시간 |
| --- | ------------------------------- | --------- |
| 6.  | 〈Vertigo (Do the Demolition)〉 | 4:44      |
| 7.  | 〈So Misled〉                   | 4:04      |
| 8.  | 〈Meet El Presidente〉          | 4:21      |
| 9.  | 〈Winter Marches On〉           | 3:26      |
| 10. | 〈Proposition〉                 | 5:03      |

## 인증
| 국가                       | 인증     | 판매량/출하량 |
| -------------------------- | -------- | ------------- |
| 캐나다 (뮤직 캐나다)       | 플래티넘 | 100,000^      |
| 스페인 (PROMUSICAE)        | 골드     | 50,000^       |
| 영국 (BPI)                 | 골드     | 100,000^      |
| 미국 (RIAA)                | 플래티넘 | 1,000,000^    |
| ^출하량을 기반으로 한 인증 |          |               |